# ハマクロス411
ハマクロス411（ハマクロスよんいちいち、HAMACROSS411）は、長崎県長崎市浜町にある複合商業施設。
浜町アーケード内に立地する。2014年（平成26年）9月15日開業。

## 歴史

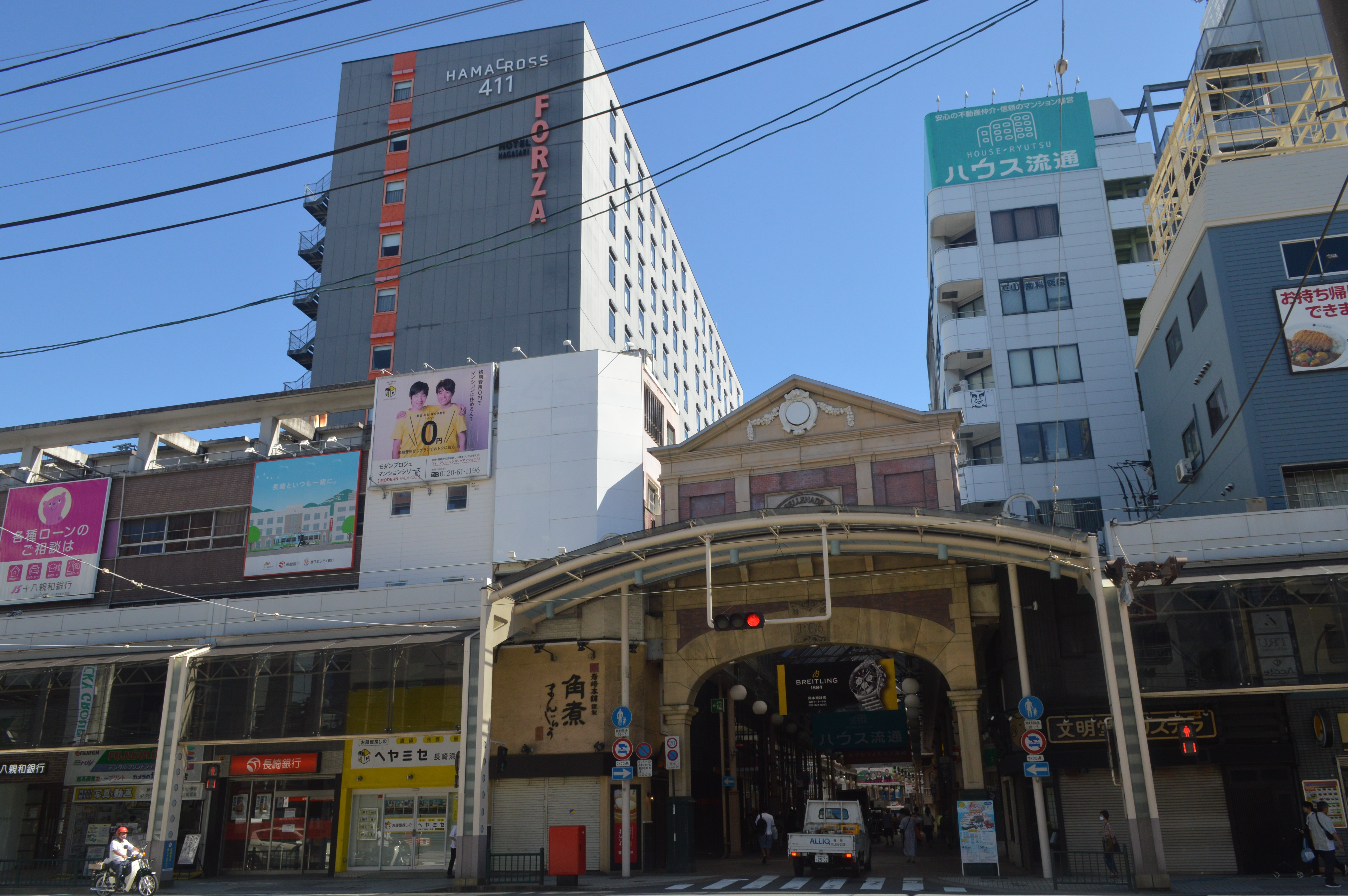
浜町アーケードとハマクロス411

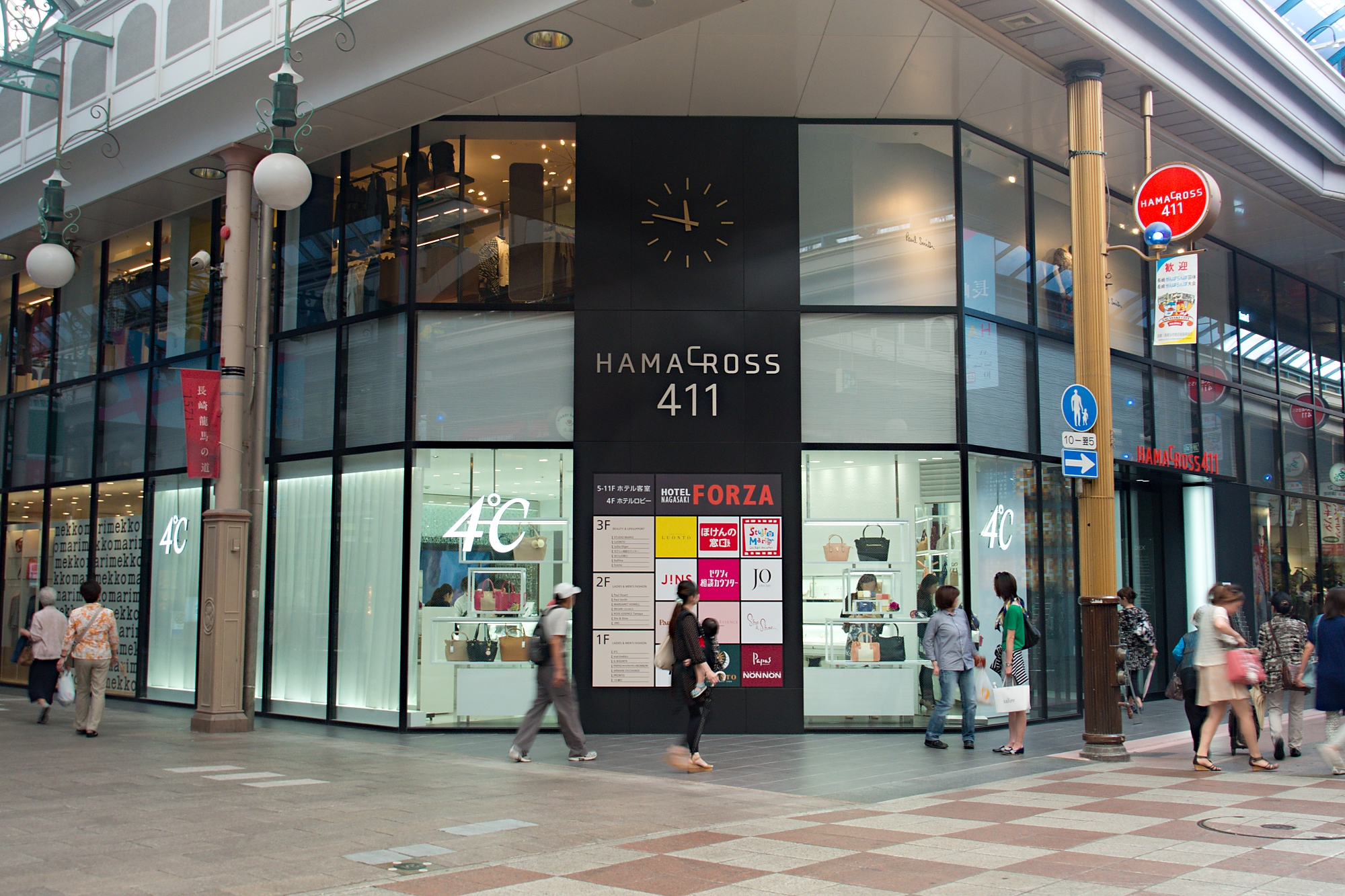
開業時の正面入口

2011年（平成23年）7月31日には博多大丸長崎店が閉店した。
2013年（平成25年）3月15日は博多大丸長崎店跡地に複合商業施設が着工し、2014年（平成26年）5月14日には一般公募によって施設名称がハマクロス411に決定した。2014年（平成26年）9月15日にハマクロス411が開業した。

## 特徴
施設は容積率上限の地上11階建てで、1階から3階の商業ゾーンと4階から11階のホテルゾーンで構成されている。
ただし、商業施設の売り場面積では博多大丸長崎店の閉店時と比べて約40%となっており、規模は縮小している。
この商業ゾーンは「上質な品揃え」をテーマとして1階と2階にはファッションや雑貨を中心としたテナントが入居し、3階はホットヨガスタジオやエステティック・ネイルサロンなどのサービス関連の店舗が入居している。
主な顧客のターゲット層は女性を中心とした20代から40代で、博多大丸では初年度の売り上げを15億円、来場者70万人と見込んでいる。
ホテルゾーンは、福岡地所傘下のエフ･ジェイホテルズが運営する「ホテルフォルツァ長崎（客室数175室）」が入居している。

## 名称
一般公募により「ハマクロス411」と命名された。「ハマクロス」は浜町（ハマ）に所在する浜町アーケードとベルナード観光通商店街が交差（クロス）する長崎市内でも多くの人々が行き交うエリアを意味しており、「411」は所在地である長崎市浜町4-11を意味している。

## 入居テナント

### 商業ゾーン
商業ゾーンには、開業時には20店舗が入居しており、そのうち長崎県内初出店となる8店舗であった。
（読売新聞では長崎県内初出店は9店舗。）
開業時には、1階と2階には革製品の「イルビゾンテ」や衣料品の「アルマーニエクスチェンジ」、婦人服などのセレクトショップ「ディケイド」などファッションや雑貨を中心としたテナントが入居し、
3階はホットヨガスタジオの「ルウォント」やエステティック・ネイルサロンの「フォルチェ」などのサービス関連の7店舗が入居している。
出店しているテナントの詳細情報は公式サイト「ショップリスト」を参照。

### ホテルゾーン
4階-11階
- ホテルフォルツァ長崎

## 交通アクセス
詳細は公式サイト｢アクセス｣も参照。
鉄道
- 長崎電気軌道本線観光通停留場より徒歩1分。
- 長崎本線長崎駅から国道202号を南に進み、大波止交差点より国道324号を東に進み、徒歩約15分。

バス
- 長崎バス「浜の町」バス停徒歩1分。
- 長崎バス、県営バス「中央橋」バス停下車。